# Château de la Bellière
Pour les articles homonymes, voir Château de la Bellière (homonymie).
Le château de la Bellière est situé sur la commune de Champfrémont, dans le département de la Mayenne.

## Historique
e fief relevait de la châtellenie de la Poôté.. Hubert Jaillot indique un Château et allée plantée vers le bourg. « Château avec de belles avenues et deux étangs ; il y a une chapelle », dit Pierre-François Davelu, 1780. Il n'y avait plus à la fin du XIXe siècle qu'un étang, alimenté par un affluent du Sarthon et des douves murées sur un des côtés de la cour d'entrée. 
La plus ancienne mention de la Bellière date de 1478. Au XVIIe siècle, un logis est construit par la famille des Portes. Il passa en dot à la famille de Vaucelles de Ravigny en 1695. 
Emmanuel-Alexandre de Vaucelles de Ravigny le fit remanier entre 1790 et 1813 par l'architecte Delarue.
La chapelle de Saint-Hubert qui, d'après la fondation, devait être desservie au Château de Ravigny, l'était en 1791 au Château de la Bellière.
Le château passe par héritage aux Mery de Bellegarde, également propriétaire de la forêt de Multonne voisine.
Le monument fait l’objet d’une inscription au titre des monuments historiques depuis le 6 septembre 1995.

## Seigneurs[1]
La famille de Vaucelles est originaire du Poitou, dont les titres forment un fonds considérable aux Archives départementales de la Vienne. Depuis le XVIIe siècle, les Vaucelles habitent la terre de la Bellière. Les armoiries sont : d'argent au chef de gueules, chargé de 7 billettes d'or, 4, 3.